# Japan Cup 2000 (ciclismo)
La Japan Cup 2000, nona edizione della corsa, si svolse il 29 ottobre 2000. Fu vinta dall'italiano Massimo Codol che terminò la gara in 4h16'34" alla media di 35,383 km/h.

## Ordine d'arrivo (Top 10)
| Pos. | Corridore          | Squadra       | Tempo    |
| ---- | ------------------ | ------------- | -------- |
| 1    | Massimo Codol      | Lampre-Daikin | 4h16'34" |
| 2    | Gabriele Missaglia | Lampre-Daikin | a 1"     |
| 3    | Marco Serpellini   | Lampre-Daikin | a 1'11"  |
| 4    | Steven Kleynen     | Farm Frites   | a 4'14"  |
| 5    | Ken Hashikawa      |               | a 10'07" |
| 6    | Mitsuteru Tanaka   |               | a 11'00" |
| 7    | Yasuhiro Nakajima  |               | a 11'31" |
| 8    | Massimo Cigana     | Mercatone Uno | a 11'34" |
| 9    | Peter Farazijn     | Cofidis       | a 11'36" |
| 10   | Junichi Shibuya    |               | a 11'40" |